# Аллагуватский сельсовет (Стерлитамакский район)
Аллагуватский сельсове́т — упразднённая в 1978 году административно-территориальная единица в составе Стерлитамакского района БАССР РСФСР СССР.
Образовалось преимущественно на территории Аллагуватовской волости Стерлитамакского уезда. 3 февраля 1935 года вышло Постановление Президиума Центрального Исполнительного Комитета Башкирской АССР о новой сети в составе районов Башкирской АССР, где упоминается два Аллагуватских сельсовета — в составе Стерлибашевского и Стерлитамакского районов.
Постановлением Всероссийского Центрального Исполнительного Комитета об образовании новых районов в Башкирской АССР 20 марта 1937 г. образован Ишимбаевский район, куда выделены из Стерлитамакского района Аллагуватовский и Наумовский сельсоветы.
Указом Президиума Верховного Совета РСФСР о преобразовании раб. пос. Ишимбай в город и ликвидации Ишимбайского района Башкирской АССР от 10 февраля 1940 г. из Ишимбайского района в Стерлитамакский переданы Аллагуватовский и Наумовский с/с.
Согласно Указу Президиума Верховного Совета БАССР от 25.03.1978 года Аллагуватский сельский Совет был включен в состав Наумовского сельского Совета.

## Состав сельского поселения
По данным справочника административно-территориальное деления АТД БАССР на 1 июля 1972 года
| № | Населённый пункт | Тип населённого пункта       | Преобладающая национальность |
| - | ---------------- | ---------------------------- | ---------------------------- |
| 1 | Аллагуват        | село, административный центр | татары                       |
| 2 | Васильевка       | посёлок                      | русские                      |
| 3 | Кантюковка       | деревня                      | татары                       |
| 4 | Малый Аллагуват  | село                         | татары                       |
| 5 | Новая Васильевка | деревня                      | русские                      |
| 6 | Озерковка        | деревня                      | русские                      |

По данным справочника административно-территориальное деления АТД БАССР на 1 января 1969 года
| № | Населённый пункт | Тип населённого пункта       | Преобладающая национальность |
| - | ---------------- | ---------------------------- | ---------------------------- |
| 1 | Аллагуват        | село, административный центр | татары                       |
| 2 | Васильевка       | посёлок при станции          | русские                      |
| 3 | Кантюковка       | деревня                      | татары                       |
| 4 | Малый Аллагуват  | село                         | татары                       |
| 5 | Новая Васильевка | деревня                      | русские                      |
| 6 | Озерковка        | деревня                      | русские                      |

По данным справочника административно-территориальное деления АТД БАССР на 1 июня 1952 года входили: село Аллагуват, ж-д барак 165 км, посёлок Ишимбаевского  карьера, деревня Кантюковка, село Карлыкулево, село Мало-Аллагуватово, посёлок разъезда № 8